# Jumeau astral
Des jumeaux astraux ou astrologiques ou temporels sont des personnes nées le même jour de la même année, partageant ainsi métaphoriquement une sorte de gémellité (d'où leur nom). Ayant des thèmes astraux très proches, ils auraient de ce fait, selon les tenants de l'astrologie, des personnalités voire des destins similaires. Ces assertions pseudoscientifiques sont invalidées par la recherche scientifique.

## Définition
Des jumeaux astraux, aussi appelés jumeaux astrologiques ou jumeaux temporels, sont nés le même jour de la même année, voire pour les définitions les plus restrictives, à la même heure et/ou au même endroit. 
Peuvent également être considérées comme des jumeaux astraux des personnes qui partageaient la même lune, le même soleil et le même ascendant à leur naissance, même si elles ne sont pas nées le même jour.[réf. nécessaire]

## Cas historique
Dans son ouvrage L'Énigme du zodiaque, Jacques Sadoul cite le curieux exemple du roi George III d'Angleterre et du marchand de ferraille Samuel Hemmings : tous deux naquirent le 4 juin 1738, à des heures voisines. Or George III fut couronné le jour où le marchand devint patron de sa boutique, « ils se marièrent tous deux le 8 septembre 1761, eurent le même nombre d'enfants, du même sexe, furent atteints des mêmes maladies à peu près en même temps, et tous deux moururent le 29 janvier 1820 à quelques heures d'intervalle ».
Cependant, seule la date de mort est vérifiable ; les autres points communs sont vraisemblablement une mystification fabriquée par des astrologues.

## Analyse scientifique
En 2003, deux chercheurs ont publié le résultat du suivi d'une cohorte de plus de 2 000 personnes nées à Londres en mars 1958. Ils les ont regroupées par paires de personnes nées à quelques minutes d'intervalle, et ont mesuré sur eux 110 variables à plusieurs moments de leur vie ; ils n'ont pas pu retrouver les similarités prédites par l'astrologie.

## Célébrités
Plusieurs sites web offrent au visiteur la possibilité de trouver ses jumeaux astraux parmi une base de données d'internautes qui se sont inscrits, ou de célébrités dont la date de naissance est connue publiquement.
Le journaliste britannique Tony Barrell (en) a tenu de 2005 à 2006 dans le Sunday Times une rubrique intitulée Born On The Same Day (de l'anglais signifiant littéralement « nés le même jour »), dans laquelle il comparait la vie de célébrités qui se trouvent être jumeaux astraux, telles que Michael Jackson et Lenny Henry (29 août 1958), Charles Darwin et Abraham Lincoln (12 février 1809), Margaret Thatcher et Lenny Bruce (13 octobre 1925), Laura Bush et Robert Mapplethorpe (4 novembre 1946), Sylvester Stallone et George W. Bush (6 juillet 1946), Marc Bolan et Rula Lenska (en) (30 septembre 1947), etc.
Henri Emmanuelli et Laurent Gbagbo, hommes politiques respectivement français et ivoiriens, tous deux nés le 31 mai 1945, sont devenus amis, et aimaient à se présenter comme des « jumeaux »,,.